# Crithagra frontalis
Crithagra frontalis é uma espécie de ave da família Fringillidae.
Pode ser encontrada nos seguintes países: Burundi, República Democrática do Congo, Quénia, Ruanda, Tanzânia, Uganda e Zâmbia.